# RISM-Österreich
RISM-Österreich war die österreichische Arbeitsstelle des Répertoire International des Sources Musicales, die bis Dezember 2003 zur Musiksammlung der Österreichischen Nationalbibliothek gehörte. Seit 2004 untersteht die Arbeitsstelle dem Forschungsförderungs-Verein für das Quellenlexikon der Musik mit Sitz in Wien. Seit November 2012 lautet der Name des Vereins „Wiener Opernarchiv“. Mittlerweile steht er in keinem Zusammenhang zum Quellenlexikon.

## Geschichte
Aufgrund struktureller und personeller Veränderungen fand 2004 eine Reorganisation des RISM-Österreich statt, in deren Rahmen es von der Österreichischen Nationalbibliothek ausgegliedert und dem neu gegründeten Forschungsförderungs-Verein für das Quellenlexikon der Musik mit Sitz in Wien unterstellt. Der österreichische Jurist und damalige Präsident des Verwaltungsgerichtshofes Clemens Jabloner wurde zum Präsidenten der gemeinnützigen Organisation gewählt. Von den früheren Mitarbeitern blieben Leopold M. Kantner und Michael Jahn dem Verein erhalten, Jahn übernahm die Forschungsleitung für wissenschaftliche Belange.
Gemäß der Intention des RISM förderte auch der Verein verschiedene Forschungen auf dem Gebiet der österreichischen musikalischen Quellenkunde, allerdings mit dem Schwerpunkt auf die Geschichte der Wiener Oper. RISM-Österreich führte in Österreich Inventarisierungen sowie andere musik-bibliographische Erhebungen durch und sammelte und publizierte deren Ergebnisse. Im Rahmen von Projekten sollte die Aufarbeitung der musikalischen Quellenkunde und Aspekte der österreichischen Musikgeschichte gewährleistet werden. Die Forschungsergebnisse dieser Projekte wurden in den „Veröffentlichungen des rism-österreich“ und auf den damaligen Webseiten des Vereins publiziert.
Neben den Publikationen erfolgten Vorträge zu den Themen „Operngeschichte“, „Oper in Wien“, „Vergessene Komponisten“ und „Musikalische Quellen“. 2011 stand Franz Liszt im Mittelpunkt, 2012–2014 Giuseppe Verdi, Richard Wagner und der Wiener Hofoperndirektor Wilhelm Jahn.

## Vorstand
Präsident des RISM-Österreich war Clemens Jabloner, Vizepräsidenten Clemens Höslinger und Heinrich Tettinek. Die Ehrenpräsidenten des Vereins waren Clemens Hellsberg und Robert Holl. Forschungsleiter des RISM-Österreich war Michael Jahn.

## Projekte

### Musikarchive in Österreich
RISM-Österreich hat derzeit mehrere regionale Arbeitsgruppen. Die Vorarlberger Arbeitsgruppe hat ihren Sitz in Bregenz und kooperiert dort mit dem Vorarlberger Landesarchiv. In Innsbruck befindet sich die RISM Landesleitung Tirol-Südtirol, die das Projekt Musikland Tirol betreibt und mit dem Provinzarchiv der Franziskaner zusammenarbeitet. Auch mit dem Stift Wilhering in Oberösterreich besteht eine Zusammenarbeit, die seit 2009 von der Abteilung für Musikwissenschaft der Österreichischen Akademie der Wissenschaften unterstützt wird.
Im Jahr 2007 wurde die RISM Arbeitsgruppe Salzburg gegründet, die die Musikalien im Archiv der Erzdiözese Salzburg für die RISM-Datenbank erfassen sollte. Mittlerweile wurden durch das Projekt sämtliche Musikhandschriften des Salzburger Doms bis zur Gründung des Dommusikvereins und des Mozarteums im Jahr 1841 katalogisiert und erforscht.
RISM ermöglicht den regionalen Arbeitsgruppen, die erfassten musikalischen Quellen (meist handschriftliche oder gedruckte Noten) unter Berücksichtigung eventueller besonderer Erfordernisse in der international gebräuchlichen RISM-Datenbank zu veröffentlichen. Dort sind neben Daten zum Komponisten und Werkverzeichnissen auch bibliographische Angaben wie Titel, Diplomatischer Titel, Datierung und Schreiber einsehbar. Zusätzlich verzeichnet die Datenbank Aufführungsdaten und Besitzspuren wie Wasserzeichen oder Widmungen. Den Benutzern der Datenbank stehen außerdem mehrere Register (Titelregister, Register der liturgischen Feste, Personen- und Ortsregister, Literatur, Register der Signaturen) zur Verfügung.
Forschungsergebnisse der regionalen Arbeitsgruppen werden in den „Veröffentlichungen des RISM-Österreich“ publiziert und, sofern möglich, mit Einleitungen von Persönlichkeiten versehen, die mit den jeweiligen Musikarchiven in enger Verbindung stehen.

### Oper als internationale Kunstform in Wien
Ziel des Projekts war eine Aufarbeitung der Theaterzettel der Wiener Hof- bzw. Staatsoper von 1794 bis 1945. Der Inhalt der Theaterzettel wird meist zur Gänze aufgenommen, die daraus gewonnenen Statistiken nehmen einen großen Teil der Publikationen ein. Die täglichen Besetzungen der musik- und tanzdramatischen Werke wurden ebenso zum ersten Mal ausgewertet wie jene der Konzertveranstaltungen. Neben den Besetzungen werden tägliche chronologische Spielpläne zusammengestellt und Statistiken erstellt. Für die weiteren Operntheater Wiens gelten, sofern die Bestände erhalten sind, die gleichen Voraussetzungen.
Neben den statistischen Abschnitten wird die Geschichte der Oper in Wien aufgearbeitet, die leitenden Persönlichkeiten und die wichtigsten Künstler werden ebenso behandelt wie das Opernrepertoire, Dekorationswesen und Ballett. Zeitgenössische Rezensionen werden ebenfalls aufgenommen. In der Reihe „Schriften zur Wiener Operngeschichte“ erscheinen in loser Zusammenstellung kürzere Artikel zu dem Thema „Oper in Wien“ sowie ab 2010 Darstellungen der Rezeption von Werken großer Künstler in Wien (beginnend mit Donizetti, Meyerbeer, Verdi und Wagner).
Die Forschungsergebnisse wurden in Reihe B der „Veröffentlichungen des RISM-Österreich“ publiziert.

#### Verdi in Wien
1843 dirigierte Giuseppe Verdi seinen Nabucco in Wien, 1875 Aida und das Requiem. Viele seiner Opern gehören, obwohl anlässlich der Erstaufführungen von gestrengen Musikkritikern heftig abgelehnt, bis heute zu den wichtigsten Stützen des Wiener Opernrepertoires.

#### Wagner in Wien
Erst 1857 wurde mit Tannhäuser das erste musikdramatische Werk Richard Wagners in Wien in einem Vorstadttheater komplett aufgeführt, ein Jahr später kam Lohengrin an der Hofoper heraus. Zwar konnte die geplante Uraufführung von Tristan und Isolde nicht in Wien bewerkstelligt werden, doch immerhin sollte der Komponist 1875 Tannhäuser (Wiener Fassung) und Lohengrin selbst einstudieren und 1876 eine einzige Aufführung des Lohengrin dirigieren.

### Wiener historischer Opernführer
Ziel ist die wissenschaftliche Aufarbeitung des Erscheinungsbildes der jeweiligen Oper in Wien. Dazu gehören Ort und Zeit Aufführungen, die Mitwirkenden, Fassungen des Werkes, Kürzungen und Änderungen sowie Reaktionen. Den Mittelpunkt bilden Rezensionen zu historischen Aufführungen bis 1945. Die Forschungsergebnisse werden in Reihe C der „Veröffentlichungen des RISM-Österreich“ publiziert.

## Veröffentlichungen

### Reihe A
In Reihe A wurden in den Jahren 2005–2011 in unregelmäßigen Abständen die Forschungsergebnisse auf den Gebieten der musikalischen Quellenkunde (mit Schwerpunkten in den Bereichen Komponist, Titel, Besetzung, Datierung, Signatur und Musikincipit) und der Kirchenmusik bzw. geistlichen Musik sowie die Jahrbücher des RISM-Österreich veröffentlicht. In der Reihe sind erschienen:
- Die historischen Musikalien der Bruckner-Stätten. Band 1: Die Pfarre Kronstorf. Wien 2010. ISBN 978-3-85450-553-2
- Jahrbuch des rism-österreich 2010. Wien 2010. ISBN 978-3-85450-554-9, inkl. Giacomo Meyerbeers Opern in Wien von 1814 bis 1936
- Das Musikarchiv Starhemberg in Eferding. Wien 2011. ISBN 978-3-85450-555-6
- Jahrbuch des rism-österreich 2011. Wien 2011. ISBN 978-3-85450-556-3

### Reihe B
In Reihe B wurden die Ergebnisse der Forschungen auf den Gebieten der österreichischen Musikgeschichte bzw. der weltlichen Musik mit dem Schwerpunkt Geschichte der Wiener Oper publiziert. Entgegen der Ankündigung von Michael Jahn erschienen in der Reihe B auch die Schriften zur Wiener Operngeschichte (2005–2010), die ursprünglich für die Reihe C gedacht waren. Bisher sind in der Reihe B u. a. erschienen:
- Michael Jahn: Die Wiener Hofoper von 1836 bis 1848. Die Ära Balochino/Merelli. Wien 2005. ISBN 978-3-85450-148-0
- Ders.: Die Wiener Hofoper von 1810 bis 1836. Das Kärnthnerthortheater als Hofoper. Wien 2007. ISBN 978-3-85450-286-9
- Ders.: Die Wiener Hofoper von 1794 bis 1810. Tanz und Musik im Burg- und Kärnthnerthortheater. Wien 2011. ISBN 978-3-85450-311-8

### Reihe C
In Reihe C wurde der „Wiener historischer Opernführer“ publiziert. Die Schriften der Reihe C erschienen jährlich einmal und widmeten sich verschiedenen Aspekten des aktuellen Spielplans der Wiener Staatsoper. Es erschienen:
- Gaetano Donizetti: Maria di Rohan (Bd. 1).
- Giacomo Meyerbeer: Les Huguenots (Bd. 2).
- Richard Wagner: Tannhäuser und der Sängerkrieg auf Wartburg (Bd. 3).
- Fromental Halévy: La juive (Bd. 4).
- Richard Wagner: Der Ring des Nibelungen. Teil I (Bd. 5).
- Gaetano Donizetti: Lucia di Lammermoor (Bd. 6).
- Giuseppe Verdi: Macbeth/Simon Boccanegra (Bd. 7).
- Johann Strauß: Die Fledermaus/Ritter Pásmán (Bd. 8).
- Wolfgang Amadeus Mozart: Don Giovanni. Teil I (Bd. 9).
- Vincenzo Bellini: I puritani (Bd. 10).
- Wolfgang Amadeus Mozart: Don Giovanni. Teil II (Bd. 11).